# Macropidia
Macropidia là một chi thực vật có hoa trong họ Haemodoraceae.